# Cantonul Sens-Ouest
Cantonul Sens-Ouest este un canton din arondismentul Sens, departamentul Yonne, regiunea Burgundia, Franța.

## Comune
- Collemiers
- Cornant
- Courtois-sur-Yonne
- Égriselles-le-Bocage
- Étigny
- Gron
- Marsangy
- Nailly
- Paron
- Saint-Denis
- Saint-Martin-du-Tertre
- Sens (parțial, reședință)
- Subligny